# Вародија (Мехединци)
Вародија (рум. Varodia) насеље је у Румунији у жупанији Мехединци у општини Думбрава. Место се налази на надморској висини од 320 m.

## Становништво
Према подацима из 2002. године у насељу је живело 50 становника, од којих су сви румунске националности.